# Голе весілля
Голе весілля, також відомі як оголені шлюби, – весілля, на яких можуть брати участь пара, молодіжні вечірки та/або гості в оголеному вигляді. Учасники можуть вести нудистський спосіб життя або бажати весілля оригінального типу.
Весільна пара може бути оголеною, а гості можуть прийти голими або одягненими, або ж голими можуть бути і молодята, і всі гості. В Америці є 270 клубів, де можна прийти без одягу або з одягом, і деякі з них слугують місцями для проведення нудистських весіль.
У Китаї "голе весілля" означає просте, малобюджетне весілля, яке не передбачає купівлю будинку, машини чи обручок. Такі весілля стали більш популярними. Термін не стосується власне оголення.

## Поява голого весілля
Перше оприлюднене оголене весілля відбулося в Едемському саду на Всесвітній виставці 1934 року в Чикаго.
Оголені весілля почастішали разом із поширенням оголених розважальних практик. За даними Американської асоціації оголеного відпочинку (AANR), заснованої в 1931 році, протягом 1990-х років нудистський відпочинок зріс на 75%. Сьогодні, за оцінками AANR, ця індустрія перетворилася на 440-мільйонну індустрію, порівняно з 120 мільйонами доларів у 1992 році.

## Традиційні елементи
Ню-весілля може включати традиційні квіти, фату та аксесуари, музику та їжу. Церемонію проводить офіційна особа, а юридичні вимоги такі ж, як і для будь-якого іншого весілля.

## Найбільше у світі оголене весілля
Найбільше оголене весілля відбулося в 2003 році на Ямайці, де одночасно одружилися 29 пар. Весілля відбулося в Гедонізм III в Затоки втікачів, Ямайка, в День Святого Валентина. Серед пар були росіяни, канадці і корінні американці з племені Кроу. Церемонію провів преподобний Френк Сервазіо з Церкви Універсального Життя у Флориді. Учасники повинні були залишитися мінімум на 4 дні і прибути 12 лютого, за два дні до церемонії одруження.

## У масовій культурі
Голі весілля є нормою у вигаданій культурі Бетазоїдів у Зоряному шляху через їх здатність бачити думки та емоції інших. Цей подарунок перетворив їхнє суспільство на відкрите, що дозволяло проводити оголені весілля без табу.
Сцена оголеного весілля з'являється у фільмі 1968 року «Дівчата теж приходять» (пізніше перейменований «Як я став нудистом»). Марія Стінгер та її справжній чоловік Гаррі Стінгер (в ролі Діка Пауерса) грають пару, яка одружується на нудистській церемонії в нудистському таборі Маямі.